# ヴァイマル共和政

ドイツ国
Deutsches Reich (ドイツ語)

国歌: Das Lied der Deutschen（ドイツ語）
ドイツ人の歌（1922年 - 1933年）

1930年のヴァイマル共和政

ワイマール共和制下の自治体

ヴァイマル共和政（ヴァイマルきょうわせい、ドイツ語: Weimarer Republik）は、戦間期のドイツに存在した共和政体の歴史的名称である。政治体制は1919年8月に制定・公布されたヴァイマル憲法に基づいている。ヴァイマル共和国、ワイマール共和政、ワイマール共和国、ドイツ共和国などとも称されるが、正式な国号はドイツ国（独: Deutsches Reich）である。

## 概要
ヴァイマル共和政下における正式な国号は、ドイツ社会民主党などが提案し、後に日本を始め他国の言語での翻訳でも実際に多く用いられた「ドイツ共和国（Deutsche Republik）」が1919年の制憲議会（国会）で拒否されたため、帝政時代からの正式な国号である「ドイツ国（Deutsches Reich、ドイチェス・ライヒ）」が引き続き用いられた。首都も帝政時代と同じくベルリンであり、ヴァイマルが首都であったわけではない。
憲法の社会政策と第一次世界大戦の賠償両面で財源を確保すべく、独占により産業合理化を推進した。合理化のため、アメリカ・イギリス・フランスから巨額の短期資本を導入し、銀行は長期貸しを行った。世界恐慌が起こるや否や短資は流出してしまい、その支払のため発行された手形が再割引きに出された。こうしてライヒスバンクは、1930年から1932年にかけて、地金・外貨準備の1/3を失った。失業者の数は1929年秋の約200万から翌年秋に倍の400万となり、1932年夏に600万となった。失業保険の過酷な受給要件が、1932年平均で受給者割合を2割に抑えた。
1924-1930年（この記事でいう合理化景気の時代）にNY市場で発行されたドル建て外債は、ドーズ公債とヤング公債の主幹事であったJPモルガンをはじめとして、諸邦債がブラウン・ブラザーズ・ハリマンやシティバンク、ゴールドマン・サックスやディロン・リードに発行されていた。

## 沿革
以下は主として林健太郎の『ワイマル共和国』（中公新書、1963年）の記述に依っているが、この本は書かれた時代が古い。そのため、『ドイツ史』3（山川出版社、1993年）で指摘されているように、現在では史実に関して部分的な訂正が必要である。

### 革命
第一次世界大戦による市民生活の悪化は首都ベルリンにおけるドイツ社会民主党や独立社会民主党といった左派の影響力を拡大させた。1917年ごろからはストライキが頻繁に起こるようになり、1918年にベルリンで発生した大規模なストライキは参加者40万人にも及んだ。さらに1918年3月の春季攻勢の失敗以降の戦線の崩壊は、政府関係者や軍部にも敗戦を覚悟させた。9月29日には参謀総長パウル・フォン・ヒンデンブルクと参謀次長エーリヒ・ルーデンドルフが連名で休戦の受諾と、議会に立脚する新政府の成立を求めた書簡を提出した。しかし多くの国民や前線の兵士は敗戦を考えていなかった。その理由の1つは、長期にわたって戦線が膠着していたもののドイツの戦線後退が1918年の7月までなかったことがあげられる。また、重要な別の原因は、軍部が情報統制を行って、戦争の先行きに悲観的な情報を国民に知らせないようにしていたことにもあった。
この書簡を受けてゲオルク・フォン・ヘルトリング内閣は総辞職し、マクシミリアン・フォン・バーデンが新首相となった。マクシミリアン内閣の閣僚は社会民主党、中央党、進歩人民党の3党の議員が構成しており、ドイツ帝国最初の政党内閣といえるものであった。マクシミリアンはこの内閣の成立を基礎としてアメリカのウッドロウ・ウィルソン大統領と交渉したが、ウィルソンはドイツの民主化が不十分、すなわち皇帝ヴィルヘルム2世の退位が必要であるとして拒否した。
この頃から皇帝の退位を求める声が高まり始め、11月3日にはキールにおいて水兵が反乱を起こし、翌日、町はレーテ（労兵協議会）によって掌握された。その後次々に各地に反乱が起き、11月7日にはミュンヘンで革命政権が成立してバイエルン王ルートヴィヒ3世が退位した。社会民主党は皇帝の退位が無ければ事態が収拾できないと主張したため、11月9日にマクシミリアン首相が皇帝の退位を独断で宣言、首相の座を社会民主党党首フリードリヒ・エーベルトに譲った。エーベルトは穏健な立憲君主制政府を目指していたが、一方、かねてから戦争に反対していた独立社会民主党の急進的な2派、カール・リープクネヒトとローザ・ルクセンブルクに率いられたスパルタクス団と、労働組合組織を基盤とする革命的オプロイテは革命を目指し、新政府の樹立を狙っていた。同日午後2時ごろ、この動きを察知した社会民主党の幹部フィリップ・シャイデマンは、議会前に集まった群衆に、独断で共和政の樹立を宣言した。エーベルト首相は「何の権限があって共和政宣言をしたのか」とシャイデマンを叱責したが、すでに帝政復活を行える情勢ではなかった。

### 人民委員会会議
共和政宣言後、社会民主党は独立社会民主党に対して政府構築への協力を求めた。独立社会民主党の主導権を握ったリープクネヒトは社会主義共和国の成立とレーテによる三権掌握、ブルジョア分子の政府内からの排除などの6ケ条を主張したが、社会民主党は、国民議会による選挙が必要であること、レーテの全権掌握は独裁を意味し民主主義に反すること、緊急事態にある現在政府内からブルジョア分子をすべて排除することには反対であると回答した。11月10日、独立民主党の穏健派は強硬派を除外した会議を開き、条件を撤回して政府参加を決めた。この政府は人民委員会会議という名称がつけられ、議長は常にエーベルトが就任するなど社会民主党主導の政府となった。一方でスパルタクス団とオプロイテは革命政権の樹立を目指し、活発に活動した。
この10日の深夜から、参謀次長ヴィルヘルム・グレーナーとエーベルトの間で頻繁に連絡が行われ始めた。エーベルトは革命派を抑え、ドイツを安定化させるためには軍が必要であると考えており、グレーナーもまた新政府の安定化を望んでいた。二人の間には密約が結ばれ、軍は新政府に協力することになった。
11月11日、コンピエーニュの森で連合軍とドイツの休戦協定が調印された。社会民主党は国民議会の選挙を求めたが、レーテ独裁による社会主義政権を狙うスパルタクス団とオプロイテはこれに反対した。急進二派はベルリンのレーテを掌握し、さらに全国のレーテに呼びかけて革命をもくろんだが、各地のレーテは反政府的な意図で蜂起したのではなく、厭戦感情に基づくものであった。このため、12月16日から21日に開かれたレーテの全国大会が開かれたが、急進派はボイコット、レーテの主導権は社会民主党によって握られる事になった。この大会で国民議会の選挙を1919年1月19日に開催する事が決まり、急進派の路線は敗北した。しかしこの全国大会では軍階級の解消と、兵士による将校選挙が決議され、軍はこれに反発した。この決議はグレーナーとレーテ中央委員会の協議によって先送りされる事になったが、独立社会民主党は不満を持ち、政府の結束は乱れ始めた。
この頃ベルリンには社会民主党のオットー・ヴェルスベルリン軍司令官の指揮下にある「共和国防衛隊」という軍事組織があったが弱体であり、ベルリン警視総監に就任した独立社会民主党のエミール・アイヒホルンが組織した「保安隊」、王宮を占拠していた「人民海兵団」といった二つの組織の存在が政権の不安定要因となった。12月23日、王宮で略奪を行った人民海兵団をポツダムから呼び寄せた軍に命じて攻撃させた（人民海兵団事件）。この事件に反発して独立社会民主党（ハーゼ、ディットマン、バルトの3人）は政府から離脱した。しかしこの鎮圧の最中、軍が群集によって武装解除される事件が起こり、軍が無力化したという印象を人々に与える事になった。

### 1月蜂起
12月30日、スパルタクス団はカール・ラデックらのグループを加えて新たな政党「ドイツ共産党・スパルタクス団」を結成した。これが出発点となって後にドイツ共産党が生まれる。しかし敗戦後急速に規模が拡大した同党で、スパルタクス団の勢力は限定的となり、さらに急進的な意見が主流を占めるようになった。ルクセンブルクらが反対したにもかかわらず国民議会選挙のボイコットを決め、暴力革命路線を歩む事になった。オプロイテはこの急進的な路線に反発して共産党に参加しなかった。1919年1月5日、ベルリン警視総監アイヒホルンの解任をきっかけに、参加者20万人にも及んだ大規模なデモが発生した。リヒャルト・ミュラーらのオプロイテ幹部が反対したにもかかわらず、リープクネヒトやレーデブール（独立社会民主党の長老）はこのデモを利用して暴動を起こそうと計画し、革命委員会を設立した。翌1月6日、ベルリンではゼネストが始まり、前日以上の参加者による大規模なデモが発生した。これは暴力革命への一大チャンスではあったが、昨日のデモで軍が労働者側に呼応して立とうとしなかったため、革命委員会はデモ以上の行動をとることを控えた。これにより、革命への道は閉ざされてしまった。
一方、同日、エーベルトはグスタフ・ノスケ国防相に最高指揮権を与えた。ノスケは旧軍人を組織した武装組織ドイツ義勇軍（フライコール）の編成に着手した他、ポツダムその他から軍隊を呼び寄せ、1月9日から鎮圧が始まった。革命派は次第に鎮圧され、12日には大勢は決まった。1月15日にはルクセンブルクとリープクネヒトが市内の隠れ家に潜んでいたところを逮捕され、連行される途中で惨殺された。これ以降、フライコールの勢力はドイツを左右する大きな力であると認識された。

### ヴァイマル憲法成立

ヴェルサイユ条約によるドイツの割譲地域

1月19日、予定通り国民議会選挙が行われた。共産党はボイコットしたものの、投票率は82.7%と高率だった。結果は、社会民主党（163議席）・中央党（91議席）・民主党（75議席）が多数を占めた。
2月6日からヴァイマルで制憲国民議会が開催され、2月11日の大統領選挙でエーベルトが臨時大統領に選出された。続いて、社会民主党・中央党・民主党による連立政府が形成され、シャイデマンを首相に指名、2月13日、シャイデマン政権が成立した。これら3党は全議席数の8割を占め、きわめて安定な政権だった。この3党による連合はヴァイマル連合と呼ばれる。
新政府がまずなすべきことは新憲法の制定だった。憲法の草案はエーベルト大統領の委嘱を受け、内相プロイスのもとで作成され、議会本会議・委員会での討論を経て若干の修正の後、7月末に本会議で圧倒的多数の賛成で可決された。この新憲法がヴァイマル憲法 (WRV: Weimarer Reichsverfassung) である。ヴァイマル憲法は8月11日に公布された。この憲法において大統領の権限の強い共和制、ドイツ帝国諸邦を基にした州（ラント）による連邦制、基本的人権の尊重が定められた。これが法制史における人権概念の萌芽とされており、後に制定された日本国憲法にも影響を与えている。
一方、ドイツが新しい議会と新憲法制定に邁進している間にも、国外では連合国がパリ講和会議において講和条約を策定していた。連合国間の折衝は4月で完了し、講和条件をドイツ代表団に提示した。この講和条約は慣例と異なり、敗戦国のドイツをまったく抜きにして講和条件が決められた他に、戦争の責任はもっぱらドイツとその同盟国にあると断定、巨額の賠償金をドイツに課していた。また、戦争責任者を連合国に引き渡すという前例のない条件も加えられていた。
講和条件の過酷さにドイツでは連合国に対する非難が吹き荒れたが、戦争を継続する余力がドイツにない以上受諾する以外に手は残されていなかった。6月22日、ドイツは議会で講和条約を承認した。しかし、シャイデマン首相は条約の内容に絶対的に反対であったため1919年6月20日に辞任、議会は新たにグスタフ・バウアーを新首相に選び、翌21日に発足した新内閣のもとで講和条約の処理が行われた。6月28日、新内閣の外相だったヘルマン・ミュラーを全権として、ドイツと連合国との間で、ヴェルサイユ宮殿の鏡の間で講和条約（ヴェルサイユ条約）が結ばれた。このヴェルサイユ条約で、ラインラントへの連合軍駐屯、陸軍は10万人を上限とするなどの軍備の制限、植民地とエルザス＝ロートリンゲン、上シュレージエンなどの割譲、ザール地方の国際連盟による管理化、ダンツィヒ（現・グダニスク）の自由都市化などの領土削減が行われた。また経済面でも連合国側の管理機関がドイツに設置される事になり、飛行機の開発・民間航空も禁止された。そして戦争責任はドイツにあることが定められた。中でもドイツを苦しめる事になるのが、多額となると見られる賠償金であった。この条約はドイツ国民に屈辱を与え、ヴァイマル政府に対する反感の元となった。

### 左右からの攻撃
戦時中に大量発行された戦時公債の償還、軍人の復員費などの膨大な出費、そして産業の停滞による税収減が政府の財政を圧迫していた。バウアー内閣は戦時利得者や富裕層に税金をかけることで補おうとしたが、右派の抵抗にあって実現しなかった。政府は紙幣の増発を行うことで対処しようとしたため、次第にインフレーションが進んでいった。
インフレと不況は国民生活の困窮と混乱を招き、左派勢力によるストライキや暴動が頻発した。4月はじめにはクルト・アイスナー（独立社会民主党）が率いるバイエルン州の政府が共産党によって倒され（厳密に言うと、最初に州政府を倒したのは無政府主義の極左派であり、その時点ではドイツ共産党は政府に参加しなかった。しかし、民心掌握に失敗したと見るや1週間後には共産党が革命を起こして自ら政権をとった）、バイエルン・レーテ共和国が成立した。ノスケ国防相はフライコール、特にエアハルト海兵旅団やフランツ・フォン・エップ将軍のエップ義勇軍を派遣し、鎮圧させた。フライコールは共産政権の指導者だけでなく無辜の市民をも虐殺したが、共産主義政権の側でも敗北以前に人質としてとらえていた者を銃殺するなど共に暴力的な行動をとった。もともと保守派の多かったバイエルン州で短期間とはいえ共産主義政権が成立したことは国民の共産主義に対する嫌悪感を募らせ、さらなる右傾化を招き、多くの右派団体・政党を生み出す土壌となる。特にバイエルンに駐屯した軍隊は右翼運動の温床になった。連合国はフライコールの解散を求め、政府も禁止令を出したため1920年頃から解散が始まった。しかし、軍事力を維持する軍と政府の支援と黙認により、一部のフライコールは偽装団体に移行して組織と勢力を温存した。

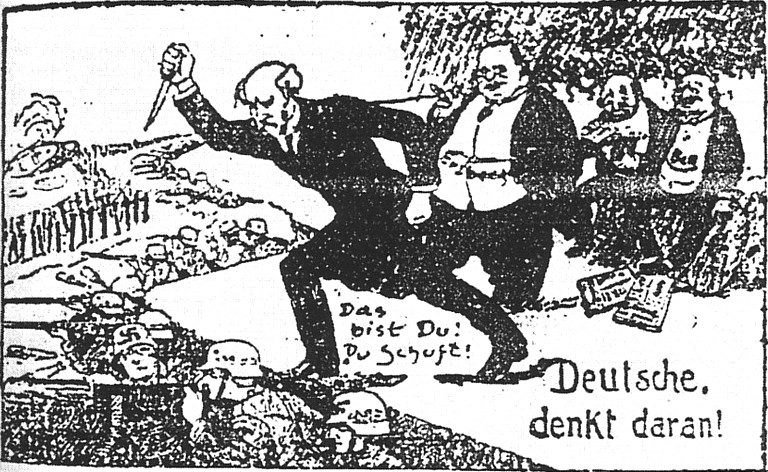
背後の一突き伝説の戯画。シャイデマンとエルツベルガーが兵士の背中を刺そうとしている

この頃、国民議会ではドイツ敗戦の責任を究明するための調査委員会が開かれており、多くの証言者が喚問されていた。11月、証言台に立ったヒンデンブルクは、ドイツ帝国は「背後から匕首（ドイツ革命）で刺された」と発言した。もちろん、この証言が事実に反することは明らかで、実際にはドイツ革命のおこる3ケ月前にルーデンドルフが戦局は絶望的であると言明している。この発言はドイツの「突然の敗北」に不審を抱いていた人々や左派の暴動に不満を抱いていた人々の間に、ドイツ帝国は内部からの裏切りによって敗北したのだという「背後の一突き」伝説を広める事となった。そして、以後、この伝説は右翼勢力にさんざん利用されることになる。

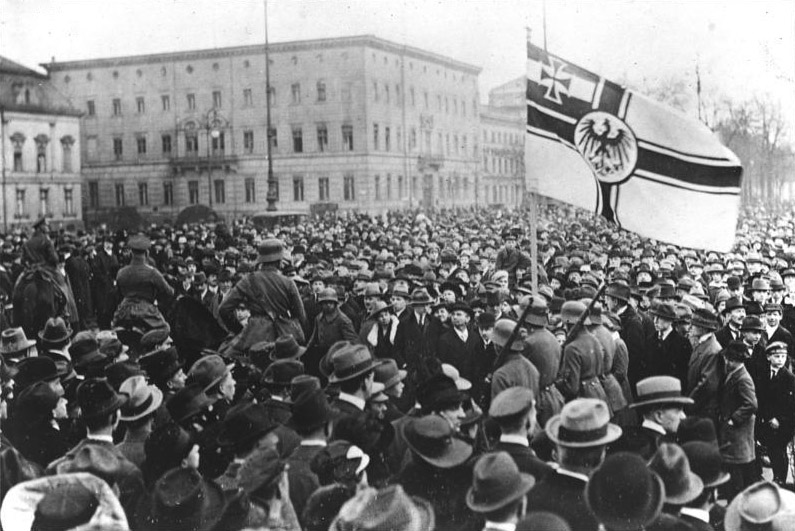
カップ一揆でベルリンに進軍したエアハルト旅団

1920年3月13日には右派政治家ヴォルフガング・カップとエアハルト海兵旅団がベルリンへの進軍を開始した（カップ一揆）。ノスケ国防相は国軍に鎮圧を命じたが、陸軍軍務局長ハンス・フォン・ゼークトは「軍は軍を撃たない」と主張して出動命令を拒否した。やむなく政府はドレスデン、さらにシュトゥットガルトへ避難し、カップは新政府樹立を宣言した。しかし、ベルリンからの退去にあたってバウアー政権は官僚や国民に対してゼネストを呼びかけ、カップの政府は機能しなくなった。当初、カップはバウアー政権と妥協しようとしたが完全に拒絶され、なすすべのなくなったカップは3月17日に首相を「辞任する」との声明を出してベルリンから逃亡、一揆は終結した。しかし、ゼネストを主導した全ドイツ労働組合同盟は責任者の処罰、内閣の交代等6項目を求め、ゼネストを解除しなかった。政府はこの条件を受諾し、1920年3月26日、バウアー首相は退陣、翌27日、外相だったヘルマン・ミュラーを首班とする第1次ミュラー政権が発足、ノスケも国防相を解任された（後任はオットー・ゲスラー〈民主党〉）。かわって軍の実権を握ったのは、総司令官に就任したゼークトであった。ゼークトは軍の政治的中立を標榜することで政府の軍に対する干渉を排除、国防軍は次第に政府の力が及ばない「国家内の国家」へと変貌していった。
この当時はまだ中央政府の影響力が及ばない地方が各地に残っており、そのような地域では極左派の活動が活発だった。極左派の目標は共産主義革命を通じた労働者階級による独裁だったから、彼らの活動は民主主義を著しく傷つけることになった。カップ一揆後もルール蜂起をはじめとする左派の蜂起とそれに対する軍の弾圧は頻発し、社会民主党政府は徐々に支持を失っていった。6月6日に行われた最初の国会選挙で社会民主党をはじめとするヴァイマル連合の勢力は退潮し、左派の独立社会民主党と右派のドイツ国家人民党やドイツ人民党が大きく議席を伸ばした。社会民主党は選挙前に持っていた議席の3分の1以上を失い、6月8日、ミュラー首相は辞任、社会民主党が人民党との協力を拒否したため、6月25日、中央党と民主党と人民党の3党によるコンスタンティン・フェーレンバッハ内閣が成立した。10月には独立社会民主党がコミンテルンへの参加をめぐって分裂し、一部が共産党に移った。
1921年3月に共産党はコミンテルンのクン・ベーラの指導によって中部ドイツのマンスフェルトを占領する中部ドイツにおける1921年3月行動を起こした。この一揆は軍によって直ちに鎮圧されたが、ドイツ共産党に対するコミンテルンの支配は強まっていった。

### 賠償金への不満

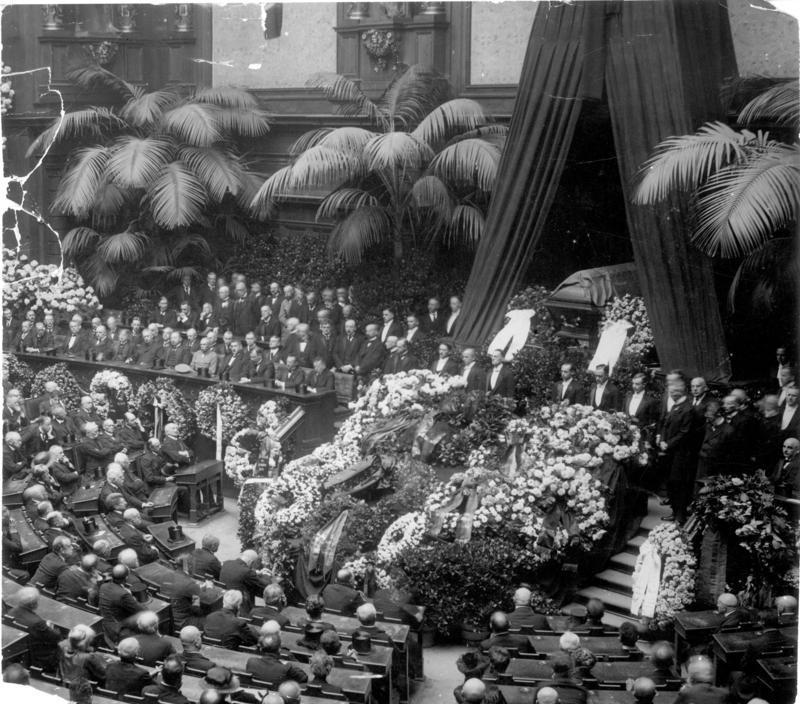
1922年6月27日、国会で行われたラーテナウの葬儀

ヴェルサイユ条約によってドイツに課された賠償金の総額を決める賠償会議は1920年初頭以来何度も開かれてきたが、最終的に1921年3月から行われたロンドン会議において決定された。その金額は1320億金マルク、具体的には毎年20億マルクと輸出額の26%を30年間支払う方式による返済が定められた。さらに、そのうちの最初の10億マルクを25日以内に支払えとドイツに通告してきた。1921年5月4日、フェーレンバッハは受諾不可能として辞職し、かわって5月10日に就任したヨーゼフ・ヴィルト（中央党）のもとで受諾された。ヴィルト政権では、人民党が抜け代わりに社会民主党が入ったのでワイマル連合が復活した。なお、10月22日に第1次ヴィルト内閣は辞職したが、内閣改造を経て同月26日、第2次ヴィルト内閣が成立している。
ヴィルトは条約を遵守する「履行政策」をとって連合国の信頼を得ようとした。しかしこの莫大な賠償金はドイツの経済を苦しめ、さらにヴェルサイユ条約への不満を強めることになった。3月20日にはオーバーシュレジエン地方の帰属をめぐる住民投票が行われ、ドイツ帰属派が多数（60%以上）を占めた。しかしポーランド帰属派が反対して暴動を起こし、両国の間で戦闘が起こった（シレジア蜂起）。国際連盟はオーバーシュレジエンを分割して解決する事にしたが、地下資源の産出地をポーランドに組み入れるように線引きしたため、ドイツ人が多数を占める地方もポーランド領となった。これはドイツ国民のヴェルサイユ体制への反感をさらに高めさせた。8月には休戦協定に署名し、バウアー内閣で蔵相を務めたマティアス・エルツベルガーがエアハルト旅団の流れをくむ極右テロ組織コンスルの手によって暗殺された。エルツベルガーは、戦時中に平和決議を提唱したこと、コンピエーヌの休戦条約を調印したこと、第1次大戦後に戦時利得者に大幅課税をしたことなどのために右翼から憎悪の対象にされていた。そして、なによりユダヤ人であったことから反ユダヤ主義が根付いていた右翼勢力の暗殺対象にされたのである。
一方で連合国の間でも賠償金の支払方法については議論があり、特にイギリス首相のロイド・ジョージはドイツ経済の破綻とそれに続く共産革命を恐れていた。1922年なって賠償支払いの再検討が行われ、カンヌ会議（1月）やジェノア会議（4月 - 5月）において議論された。ジェノア会議にはドイツのヴァルター・ラーテナウ外相が出席を認められ、またソビエト連邦のゲオルギー・チチェーリンが参加した。この会議中にラーテナウとチチェーリンは協議し、4月16日にはソビエト政権の承認、独ソ双方の賠償・債務の放棄を定めたラパッロ条約が締結された。これはポーランドとの紛争を抱えていた両国の利害が一致した事、また旧帝政時代の債務返済を拒否しようとするソビエトと、ソビエトへの賠償支払いによる賠償金の増加を恐れたドイツの利害が一致したものである。またゼークトはヴェルサイユ条約の軍備制限から逃れるために、ソビエト軍と秘密協定を結び、ソビエト軍の再建を支援するとともに、ロシアにおいて秘密訓練や兵器の生産を行った。軍や外務省にはソ連と結ぶことで西側連合国に対抗しようとする東向き政策を志向する動きがあり、ソ連との連絡はラデックを通じてひそかに行われていた。
ラーテナウは賠償金の減額のためにあえて東向き政策に同調したが、反共産主義の立場をとる右派から激しい非難を受けた。このため6月24日、ラーテナウはエアハルト海兵旅団配下の手によって暗殺された。ラーテナウの殺害は大変むごたらしいもので、オープンカーで自宅から外務省へ出勤する途中、後ろをつけてきた自動車から機関銃で乱射されたあげく手りゅう弾を投げ込まれ、体は四分五裂にされた。前年の8月26日には、同じくユダヤ人だったエルツベルガー元蔵相がコンズルの手で暗殺されているなど、この頃は右翼の準軍組織によるテロリズムが大手を振っていた。
ラーテナウの葬儀でヴィルト首相は「敵は右側にいる」という演説を行い、反政府活動への対処を始めた。エーベルトは「共和国保護の緊急令」を発し、7月21日に「共和国保護法」として法制化された。これにより左右の過激派活動への取締りは強化され、テロ行為も一段落した。10月、社会民主党に独立社会民主党の右派が合流した。このため社会民主党は左傾化し、エーベルト大統領が提唱した人民党との連立を拒否した。
1922年7月、ヴィルト政府は連合国と賠償金の支払いに関して協議し、マルクの暴落を理由にして向こう3か年を含む再度の支払い猶予を求めたが、強硬な態度のフランスによって再度交渉は決裂した。交渉に行き詰まったヴィルト首相は1922年11月14日に辞任、ヴィルト内閣は瓦解した。エーベルト大統領はヴィルトの後任に、中央党・人民党・民主党・バイエルン人民党そして国家人民党の支援を受けるヴィルヘルム・クーノを指名、11月22日、クーノ内閣に代わった。以後しばらくの間、純然たるブルジョア内閣の時代が続くことになる。

### ルール占領とインフレーション

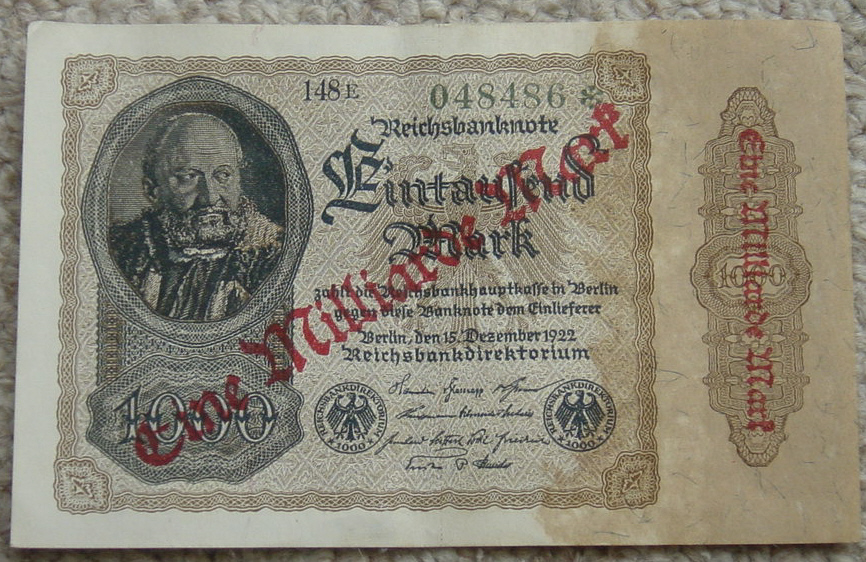
1000パピエルマルク紙幣。赤字で10億マルクの額面が加刷されている。

ヴェルサイユ条約の下で定められた高額な戦争賠償金はドイツの支払い能力を超え、支払いは滞りがちになった。しかし、フランスはドイツが意図的に支払いを遅らせており、連合国への反抗だとみなし、石炭やコークス・木材等の物資を接収して賠償にあてるため、1923年1月11日から、ベルギーとともにドイツ屈指の工業地帯であるルール地方の占領を開始した。ドイツ政府はこれに官公吏のフランスへの協力を禁止し、鉱工業従事者にストライキやサボタージュを呼びかける「消極的抵抗」で対抗した。また右派による輸送機関への破壊工作も行われた。消極的抵抗は当初ドイツ国内で熱狂的に支持されたが、ドイツ産業の心臓部であるルール地方の停止は経済に重大な影響を与えた。
かねてから進行していたインフレは天文学的な規模になり、28％が完全失業者となり、42%が不完全就労状態となった。これにより中産階級は没落し、大企業のコンツェルン化が進んでいった。このため社会不安はますます進んでいった。クーノ内閣の政策は行き詰まり、8月には議会から不信任を突き付けられた。8月12日にクーノ内閣は倒れ、国家人民党と共産党を除く各党の支持を得たグスタフ・シュトレーゼマンが首相となった（13日にシュトレーゼマン政権発足）。シュトレーゼマンは占領への消極的抵抗を中止し、11月15日にパピエルマルクから国有地を担保としたレンテンマルクへの通貨切り替え（デノミネーション）を行い、インフレの沈静化に成功した。これに一役買ったのが、通貨全権委員のヒャルマル・シャハトであった。
一方で政情不安は左右の蜂起を招いた。中部ドイツのザクセン州・テューリンゲン州では、共産党員が内閣に入閣、さらに軍事組織を形成して全ドイツへの革命を起こそうとした。これを察知した国防相オットー・ゲスラーは軍の派遣を行ったため両州の政権は崩壊した。この際、共産党は一斉蜂起を計画したが、直前になって中止した。しかし連絡ミスによりハンブルクでは暴動が発生した。
一方バイエルン州ではグスタフ・フォン・カールが州総督となり、反中央政府の姿勢を明らかにした。国家社会主義ドイツ労働者党をはじめとする州の極右派はドイツ闘争連盟を結成し、11月8日に「ベルリン進撃」のためのクーデターミュンヘン一揆を起こした。一揆はバイエルン州の警察によって鎮圧されたが、政府による鎮圧はされなかった。この間の連邦政府の政権は不安定で、10月4日には第1次シュトレーゼマン内閣が辞職、同月6日、第2次シュトレーゼマン政権が発足したものの、社会民主党は右派に対する姿勢が弱腰であるとして連立を離脱、11月23日にシュトレーゼマン内閣は崩壊した。後継内閣は中央党のヴィルヘルム・マルクスが組織し、シュトレーゼマンは外相となった。同月30日にマルクス政権が発足、以後シュトレーゼマンは6つの内閣で外相を務める事になる。

### 黄金の20年代

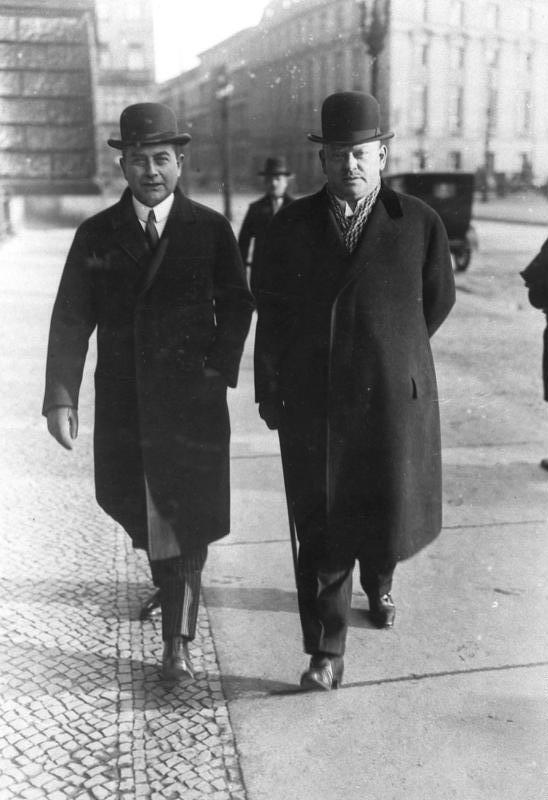
シュトレーゼマン(右)。左の人物は後継外相となったユリウス・クルティウス

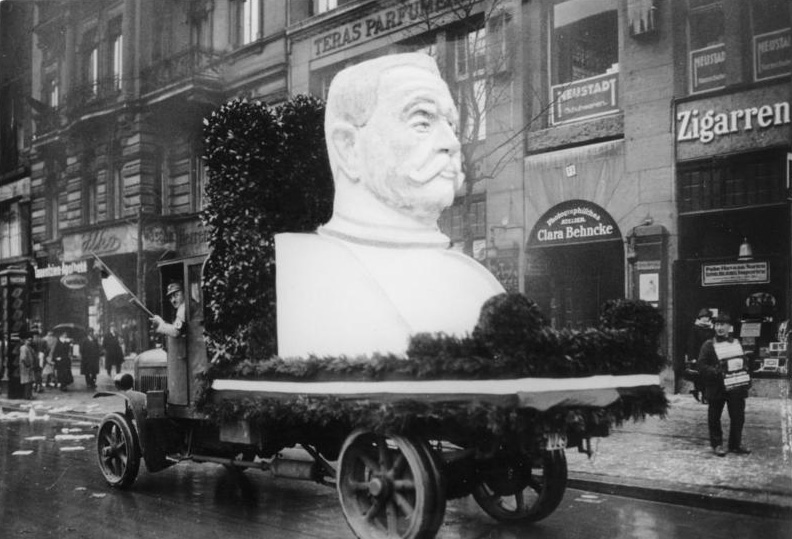
1925年4月、大統領選挙戦に登場したヒンデンブルク陣営の宣伝カー

一方で、イギリスにとって、ルール占領は好ましい行動でなかった。イギリスは賠償問題の解決のための専門家委員会設置を提案し、最大の債権国アメリカの賛同を得た。二大国の前にはフランスも賛成せざるを得ず、1923年12月にチャールズ・ドーズを委員長とするドーズ委員会が設置された。ドーズ委員会は1924年4月に「ドーズ案」を作成し、8月16日にドイツも受諾した。これはドイツに8億マルクの借款を与え、賠償金支払いの初期段階において1年あたりの支払い金額も緩和するものであった。国家人民党はこの案を「第二のヴェルサイユ条約」として批判し、1924年5月の国会議員選挙では国家人民党をはじめとする右派、さらに共産党が躍進した。国会は機能不全に陥り、12月には再び国会選挙が行われた。ドーズ案の受け入れ後に景気は好転し、失業者もほとんど消滅しており、ルール占領も解除された事で極右と極左は退潮した。しかし連立交渉はうまくいかず、マルクス首相は12月15日に辞職、翌1925年1月15日にハンス・ルター内閣が成立するまで議会は空転した。
この最中、エーベルト大統領が戦争中にストライキに参加したのは国家に対する反逆であるというキャンペーンが行われた。あるナチ党員が、エーベルトが1918年1月にストライキに参加していたことが国家反逆罪にあたると非難したことを、ある地方新聞が大々的に取り上げて宣伝したのがきっかけだった。エーベルトはこれを誣告であるとして訴え、裁判には勝訴した (マルデブルク裁判)。しかし裁判長はエーベルトが反逆を行った事は事実であると認定した。このためエーベルトは右派から反逆者として攻撃された。愛国者を自認していたエーベルトにとってこれは耐え難い屈辱であり、健康状態を悪化させる一因になった。1925年2月28日にエーベルトは死去し、大統領選挙が行われる事になった。
3月25日に大統領選挙が行われた。国家人民党・人民党の押すカール・ヤレスは38%の票を獲得し首位となったが、当選には過半数の票が必要であったため、当選には至らなかった。社会民主党・中央党・民主党のヴァイマル連合は統一候補としてマルクス元首相を立て、大統領の座を確保しようとした。ヤレスでは対抗できないと考えた右派は、かつての参謀総長ヒンデンブルクを新たな候補として擁立した。第二回投票では最多得票者が当選となるため、ヒンデンブルクが、2位のマルクスと約90万票差で当選した。このヒンデンブルクの勝利はバイエルン人民党がヒンデンブルクの支持に回ったことと共産党が独自候補に固執したことが原因とされる。
この後も政党の離合集散が相次いだために政権は不安定であり、ルター、第二次マルクスと短命の内閣が続いた。しかし右派の期待を集めていたヒンデンブルクが憲法を遵守する姿勢をとったため、いずれの政変の際も議院内閣制は守られた。さらに彼の名声が独立的な立場をとろうとするゼークトの権威を相対的に低下させた。さらに1926年の秋季演習に皇帝の孫ヴィルヘルムを無断で招待した事が問題となり、ゼークトは罷免された。これにより軍の政治介入はしばらくの間抑えられる事になった。
1925年には共産党がドイツ帝国構成諸国旧君主の財産接収を提案した。これは国会で直ちに否決されたが、共産党は国民投票にかけるよう要求した。ヴァイマル憲法では全有権者の一割が賛成の署名を行った法律が否決された場合は、国民投票にかけられるという規定があった。共産党は社会民主党の党員に働きかけ、社会民主党を接収賛成に回らせた。しかし1926年に行われた投票では両党が共同しても1500万票しか獲得できず、過半数の2000万票には及ばなかった。この結果は左派勢力の限界を示すとともに、社会民主党に対する保守層の反感を高める事になった。
また、1928年度の予算編成時にも問題が起こった。海軍はヴェルサイユ条約の制限をクリアする装甲艦、ポケット戦艦の開発を要求したが、建造費として計上された900万ライヒスマルクが過大であるとして、社会民主党、民主党、共産党は反対した。1928年5月の選挙で社会民主党は「軍艦より子供の給食を」をスローガンとする選挙キャンペーンを行った。選挙の結果、社会民主党や左派政党は躍進し、6月28日には社会民主党主導の第二次ミュラー内閣が成立した。しかし、軍の強い要望でミュラー内閣はポケット戦艦の予算を復活させた。このため選挙キャンペーンで軍艦反対を唱えていた社会民主党が反対にまわり、内閣に参加していた社会民主党閣僚も投票では反対に回った。この経緯は社会民主党に対する信頼をさらに傷つけることになった。また選挙には敗北した国家人民党もアルフレート・フーゲンベルクら右派の勢力が拡大していった。
外交面ではいわゆる「シュトレーゼマン外交」により、ドイツの国際的地位は回復しつつあった。1925年10月にはロカルノ条約が締結され、ヨーロッパにおける安全保障体制、「ロカルノ体制」が成立した。1926年4月24日には独ソ両国の不可侵と局外中立を定めたベルリン条約が締結され、9月10日には国際連盟への加盟が満場一致で承認され、常任理事国となった。さらにラインラントに置かれていた占領軍も一部撤兵し、民間航空の復活と飛行機製造も許可された。
経済面は好況が続き、1926年のリストラによって一時増大した失業率も1928年には5%台に回復、労働条件も飛躍的に改善された。この相対的な安定期は黄金の20年代と呼ばれている。この好景気をもたらしたのはアメリカ資本による資金投入であったが、大半が短期信用によるものであり、本国の事情によってはいつ引き上げられるかわからないものであった。さらに投入先の多くが公共事業であり、公務員の人件費が増大する結果を招いた。さらに1927年の失業保険法に代表されるヴァイマル共和政下の手厚い福祉政策も、国家予算の膨大化を招く事になる。

### 世界恐慌

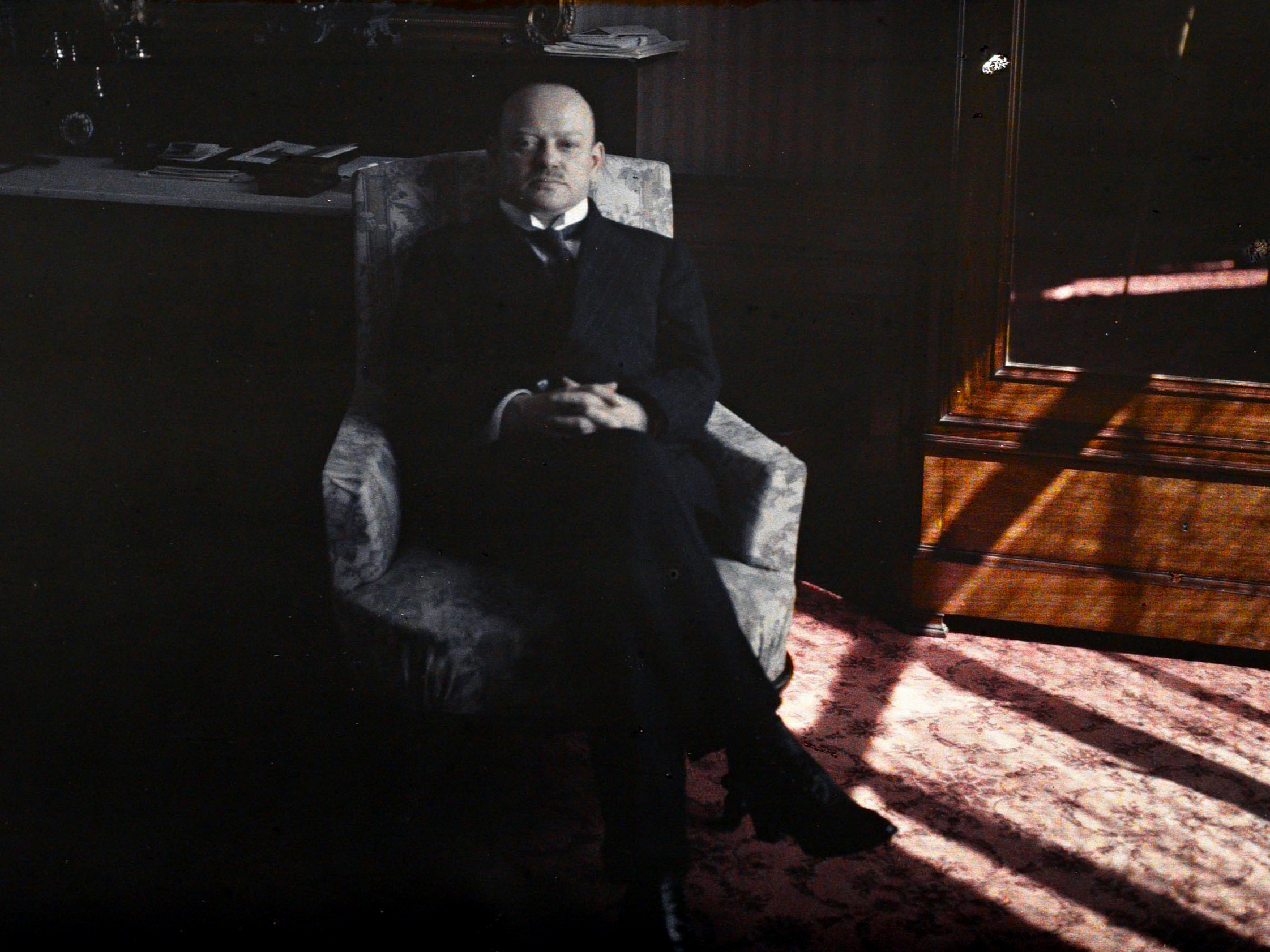
1929年8月24日、ハーグ賠償会議におけるシュトレーゼマン(オートクローム撮影)。彼は1か月余り後に急死する。

1929年2月、オーウェン・D・ヤングを委員長とする賠償金の支払い方法を検討する委員会が設置され、「ヤング案」を策定した。6月に調印が行われたこの案は、ドーズ案以上に支払いを緩和し、賠償金支払いのための外債の利子も賠償金に含まれるよう定義されたため、実質的な賠償金額の削減となった（賠償金の支払いを最初の3年間は低く抑えると共に、総額もドーズ案より約17%減額する）。さらに連合国によるドイツ経済管理機関はすべて撤廃され、ラインラントからの連合軍撤退も決定された。しかし、その代償として完済まで59年（最初の37年間は年平均20億マルクの支払い、その後の22年間はそれよりもずっと少額の支払い）もかかるという副作用もあった。フーゲンベルクら右派は子孫に屈辱を残すものだとして猛反発した。
この反対者の中には政府特使としてヤング案調印に参加したシャハトも含まれていた。シャハトには実行力があり確かに優れた財政家ではあったが、同時に個人的な野心と処世術だけで動く人間で、この時期から急速に右傾化し、右翼の人間と手を結ぶようになっていた。
一方、フーゲンベルクは民間軍事団体鉄兜団のフランツ・ゼルテ、さらにナチスのアドルフ・ヒトラーと連携して、ヤング案反対闘争を開始した。このヤング案反対闘争の指導者群の中にヒトラーが加えられたことはヒトラーやナチスにとって大きな意味を持っていた。この当時のヒトラーは右翼活動家としてはただの小物に過ぎなかったからである。フーゲンベルクはこの当時最大の右翼政治家だったから、闘争運動の一角に食い込み、フーゲンベルクと肩を並べたことは取りも直さず右翼の大物として認知されたことを意味した。
7月にはフーゲンベルクにより「ドイツ国民の請願のための共和国委員会」が作られ、ヤング案の拒否、ドイツの戦争責任の否定を目的とした人民投票を行うための草案を作成し始めた。委員会のメンバーは、フランツ・ゼルテ（鉄兜団長）、テオドール・デュスターベルク（鉄兜団の指導者）、ハインリヒ・クラス（汎ドイツ同盟）フリッツ・ティッセン（合同製鋼会長）で、この中にヒトラーも加わった。草案「ドイツ国民奴隷化に反対する法案」が9月に同委員会によって完成、フーゲンベルクらは400万筆の署名を集めて人民投票の実施（1929年12月29日）にまでこぎつけたが、580万票（選挙人数の13.8%）の賛成しか得られず失敗に終わった。ヤング案反対闘争は惨敗する結果に終わったが、ヒトラーやナチスにとっては大変うまみのあった運動だった。フーゲンベルクが支配するメディアに頻繁に登場することが出来たので大いに宣伝になった他、資金源や影響力のある人物と近しくなる機会が多くあったからである。このおかげで、1929年8月にニュルンベルクで開かれたナチスの党大会は、2年前とは比較にならないほど大規模で華やかなものにすることができた。
好調だったドイツ経済も、アメリカ資本の株式投機への資金移動により、1928年の後半から減速し始めた。1929年の冬には失業者が200万人を越えるようになった。このため失業保険の支払いが膨大な額となり、何らかの対策が迫られた。失業保険の原資は労使双方からの資金であり、蔵相ルドルフ・ヒルファーディングは拠出割合を現行の3%から0.5%引き上げる法改正を行った。しかしこれは資本家の猛反発を受け、シュトレーゼマンの属する人民党も反対した。シュトレーゼマンは法案採決を棄権するという妥協案で人民党の政権離脱を食い止めたが、過労から発作を起こし、10月3日に急死した
。
さらに10月24日に発生した世界恐慌により、アメリカ資本の引き揚げが始まり、復興の兆しが見え始めていたドイツ経済は再び暗転した。ヒルファーディングは国債の増発を行おうとしたが、シャハトの反対で発行できなかった。そこで大蔵次官ヨハネス・ポーピッツが外債募集によって解決しようとしたが、シャハトが政府の財政政策を批判する宣言を行ったため、引き受けしようとしていたアメリカの銀行が手を引いてしまい、引き受け手はなくなってしまった。このため、ポーピッツは責任をとって辞職、行き詰ったヒルファーディングも辞職に追い込まれた。
ヤング案は1930年1月に批准手続きが開始され、辛うじて国会で承認された。しかし、失業者はなおも増大して350万人に達し、失業保険が再び議論となった。ミュラー内閣の蔵相パウル・モルゲンハウアーは拠出割合をさらに0.5%上げて賃金の4.0%にする政策案を提示したが、再び人民党が反対して実現に至らなかった。中央党のブリューニング（後の首相）と民主党のマイアーは、国庫から失業保険に対する支出を行い、足りない場合には0.25%拠出割合を引き上げるという妥協案を提示したが、今度は社会民主党出身の労働相ルドルフ・ヴィッセルが猛反発した。ヴィッセルやヘルマン・ミュラー（ミュラー首相と同姓同名だが別の議員）ら労働組合勢力は組合の利益にならないとして妥協案に反対し、社会民主党全体を妥協案反対に賛同させた。進退窮まったミュラーは3月27日に辞職し、社会民主党は自らの手で自らの首相の命運を絶ってしまうことになった。
ただし、ミュラー辞任の直接的な原因は失業保険の拠出金問題の行き詰まりだったが、その大分前からミュラーを追い出そうとする策動が続いていたことは見逃せない。ヒンデンブルク大統領は早くも1929年3月の段階で、社会民主党を政権から追い出す必要があると主張しだしていた。ミュラー内閣を救うために大統領緊急令を使う道は残されていたにもかかわらず、1930年初めの段階でヒンデンブルクはそれを拒否している。同年12月には、ヤング案が批准されたなら直ちにミュラーを追い出すとヒンデンブルクは決めていた。

### 大統領内閣

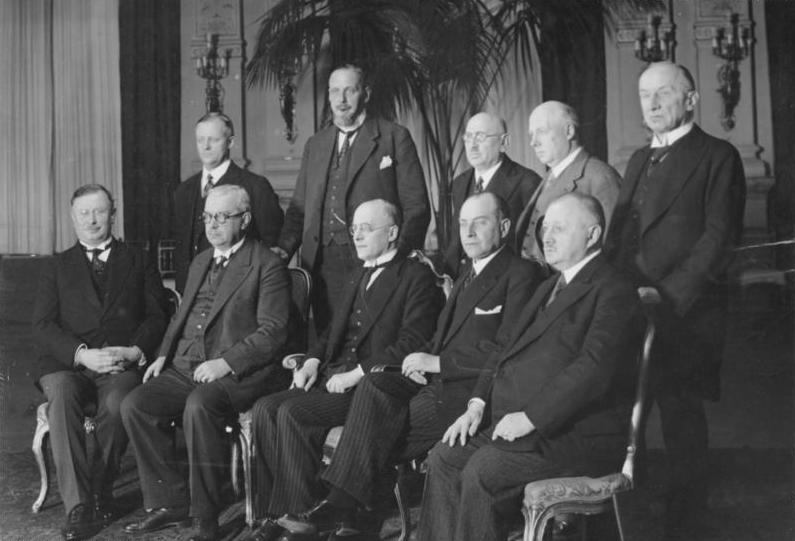
1930年3月30日、大統領内閣として成立したブリューニング内閣の閣僚たち

この頃、ゼークト後のドイツ軍を掌握していたのは国防次官のクルト・フォン・シュライヒャーだった。シュライヒャーはヒンデンブルク大統領の息子オスカー・フォン・ヒンデンブルクとも親しく、大統領の側近の一人となっていた。シュライヒャーは後継首相としてヤング案批准で活躍したハインリヒ・ブリューニング（中央党所属）を推薦した。ブリューニングはヘルマン・ミュラー前首相と親しかったのでシュライヒャーの策謀に乗ることは本意ではなかったのだが、シュライヒャーはヒンデンブルク大統領にブリューニングのことを吹き込んでいたので、大統領がブリューニングに組閣を命じたのは必然だった。ヒンデンブルクはブリューニングに首相を任命する際、議会に拘束される事無く内閣を形成する事を命じた。それでもブリューニングは中央党・人民党の協力を得、さらに社会民主党との大連立を目指したが、社会民主党が人民党との協力を拒絶したため、少数与党による議会運営を余儀なくされた（1930年3月30日、ブリューニング内閣成立）。このため、これ以降の内閣は議会に基盤を持たない「大統領内閣」と称される。
ブリューニング内閣はヴァイマル共和制の中で最長期間維持することができた政権だったが、その大きな特徴は、大統領緊急令の積極的使用と外交成果を最重要視したことである。
大統領緊急令はワイマル憲法第48条（いわゆる緊急事態条項）に規定のある大統領権限で、非常に強力であるがゆえに危険なもので、一定の歯止めが規定されていたとはいえ、一時的に基本的人権の一部またはすべてを議会の承認なしに停止することが可能だった。また、カール・シュミットが指摘したように、第48条第5項には法制度的な不備があり、緊急令で発動できる権限の具体的内容は法律で定めると書かれていたのに、肝心の法律が最後まで制定されないまま放置された（というよりも、権限を制限させないためにむしろ意図的に放置していた）。そのため、大統領緊急令を法的根拠にして、大統領や行政が恣意的にその権限を運用し、国民の権利の制限・治安維持措置をとることを可能にしていた。実際に、第48条はシュミットが言う「主権独裁」への道を開いた条文として悪名高い。
大統領緊急令は、ヒンデンブルク大統領下ではそれまで1度も発令されたことがなかった大統領権限で、組閣に当たって、ブリューニングはヒンデンブルク大統領に事前に、大統領緊急令行使の保証を求めていた。
ブリューニング内閣の船出はまずまずで、政権成立直後に社会民主党などが提出した内閣不信任案を、反対252票賛成187票で否決、内閣は信任された。しかし、世界恐慌の影響は深刻で財源不足を補うために次々と増税のための立法措置を取らざるを得なくなった。一方、失業者は300万人を越えていた。
ブリューニングは全面的な増税、さらに失業保険の1％引き上げを策定した。7月16日にこの法案が否決されると、ヒンデンブルク大統領は大統領緊急令としてこの法案を施行させた。しかし社会民主党が大統領令の取り消しに動き、国会は取り消しを僅差で可決した。この時の予算審議でブリューニング政権は少数与党に転落、ブリューニングは国会を解散せざるを得なくなった。さらに国会の解散中に、若干の修正を施したうえでふたたび大統領緊急令によって増税を行った。
大統領と国会とのこの応酬は問題となった。特に問題視されたのが、国会解散中に大統領緊急令を発して、一度国会が否決した法案を復活させた点で、違憲の可能性があるとの理由で法学者から批判の声が上がり、世論の反発も大きかった。
9月14日に国会議員選挙の投票が行われたが、この選挙で107議席を獲得して第2党に躍進したのがナチスだった（
第1党は社会民主党で143議席獲得）。それ以前のナチスの議席数が12であったことを考えれば、これはすさまじい躍進だった。それ以外にも、ドイツ共産党が77議席獲得して第3党に食い込んでいる。
ブリューニングはナチ党と手を組むことには否定的だったが、周辺の人間の中には政府に取り込むことでナチスを懐柔しようと考えるものも出てきた。それでもブリューニングは、ナチスの敵意を減らし、微妙な外交問題である賠償金の減額の妨げにならないようにするため、1930年10月5日、トレヴィラヌス大臣のアパートでヒトラーと極秘に会談した（トレヴィラヌスの他にもフリックとグレゴール・シュトラッサーが同席）。ブリューニングはヒトラーに政府の外交方針の微妙さを説明したが、ヒトラーにはその微妙さを理解する能力が欠けており、ブリューニングの言ったことも理解していなかった。代わりにヒトラーがやったことと言えば、ブリューニングらの前での1時間にわたる、ドイツ共産党や社会民主党を抹殺せよとか、フランスはドイツの仇敵であるとか、ロシアはボルシェビキの故郷であるとかいった粗野な演説だった。会談は実りのないものだっただけでなく、政府の外交方針は極秘であるから外部に漏らすなと言われたにもかかわらず、ヒトラーはその大要をすぐに公開した他、ナチスの海外新聞局長だったエルンスト・ハンフシュテングルがアメリカ大使にもリークするという大失態までついた。当然のこととして、ヒトラーはブリューニングを激しく攻撃するようになった。その一方で社会民主党はナチスを警戒してブリューニングの政策を言わば黙認するようになった。各州での選挙でもナチスが躍進し、民主主義体制は危機を迎えた。

### ブリューニング内閣崩壊

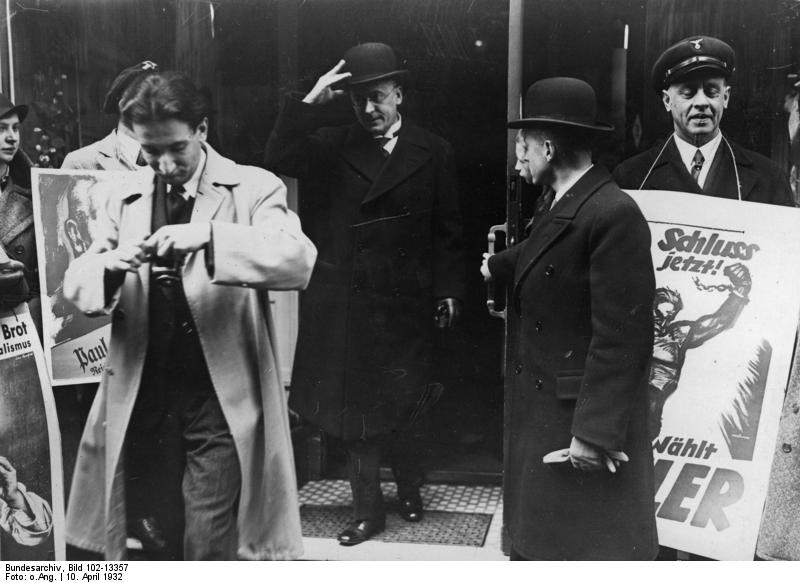
1932年4月10日、大統領選挙の投票を済ませて出るブリューニング(中央)

ヴェルサイユ体制の破棄を訴えるナチスの躍進は、ドイツに対する諸外国の信用を一気に低下させた。このため海外資本の引き揚げはますます顕著となり、1930年末には失業者が400万人を超えた。このような情勢下でブリューニングの増税政策はますます支持されなくなっていった。
ブリューニングは外交上の成果を上げるため、1931年3月23日、オーストリアと関税同盟を結んだ（独墺関税同盟事件）。しかし、1922年にオーストリアが国際連盟の仲介による経済援助を各国から受けた際に、オーストリアの経済的独立を脅かすような取り決めを他の一国と結ぶことを禁ずる規定を含んだ条約を各国と結んでおり、それに抵触すると反発する国が現れた。実際には、この関税同盟がオーストリアが結んだ条約の違反であると言い切れるわけではなかったが、オーストリアに融資する国としては最大だったフランスは大いに気分を害した。フランスは、関税同盟についてドイツ・オーストリアに抗議、融資の引き揚げを恐れたオーストリアは関税同盟の破棄を考えざるを得なかった。そして実際にフランスはオーストリアから資本を引き揚げたため、5月8日にはオーストリア最大の銀行クレジット・アンシュタルト（ドイツ語版）が破綻した。同銀行はヨーロッパ全土で取引をしていたため、この銀行破綻はドイツやオーストリアのみならず、ヨーロッパ全土の経済に打撃を与えた（世界恐慌）。賠償支払いはもはや不可能であり、アメリカ大統領ハーバート・フーヴァーは6月19日に西欧諸国とドイツに対する賠償と債務の支払いを一年間猶予すると宣言した（フーヴァーモラトリアム）。しかしこの発表によってもドイツ経済の悪化は止まらず、企業や銀行の破綻が相次いだ。また関税同盟も9月に常設国際司法裁判所によって違法と判断されたため成立しなかった。
1931年10月3日、ユリウス・クルティウス外相は独墺関税同盟の失敗により引責辞任、ルール工業界も国民党に対してブリューニング内閣の信任を撤回するよう圧力をかけ始め、内閣改造を大統領に要求する動きも出てきた。ブリューニングは大統領に辞任を申し出たがヒンデンブルクは、保守色を強めるとの条件を付けて組閣をブリューニングに再委任、「議会と独立に」内閣を作る事も改めて指示し、大統領内閣としての性格が強まった。10月10日、第2次ブリューニング内閣が成立した。しかし、政権から国民党が離脱したので国会基盤は更に弱くなり、ブリューニングが首相と外相を、グレーナーが国防相と内相を兼務する厳しい組閣だった。また実際に国会の支持が全く得られなく、内閣への信任票が125に対して、不信任が577票もあるという状態だった。結果として、ブリューニング内閣は大統領の支持だけが頼りという隘路に入っていった。この頃から国会で議決されない大統領令による立法が増加し、1931年には大統領緊急令の数が国会採択の立法の数を上回り、1932年には大統領緊急令60に対し、議会での立法はわずか5となった。
10月11日、アルフレート・フーゲンベルクの主唱でドイツ国家人民党、ナチス、鉄兜団等右派による反ブリューニング戦線の決起集会が開かれた。この時の極右団体による合同集会は後にハルツブルク戦線との名前で記憶されるようになる。会場には旧帝国皇族、ゼークト、シャハトらが集まり盛会となったが、このハルツブルク戦線はヒトラーが乗り気でなかったために実際の影響力は乏しいものであった。ナチスは単独での政権掌握を狙っており、突撃隊も活発にテロ活動を行った。この後ブリューニングは経済の悪化を理由に再度の賠償問題解決のための交渉を行い、1932年1月にスイスでローザンヌ会議を開く事が合意された。しかし、英仏の都合で会議が半年延期されている間にブリューニングは失脚してしまいローザンヌ会議でドイツに有利な条件で賠償問題を解決する道は水泡に帰した。
1932年春には大統領の任期切れが迫っていた。ヒンデンブルクは選挙戦を厭って信任投票による再選を願っていたが、結局選挙戦が行われる事になった（1932年ドイツ大統領選挙）。社会民主党は共和派の大統領候補としてヒンデンブルクを推すことに決定、一方、右翼のフーゲンベルクは鉄兜団副団長のデュースベルク（選挙戦の途中で離脱）を、共産党はエルンスト・テールマンを推した。ヒトラーはドイツ国籍の問題から立候補に問題を抱えていたが、ヴィルヘルム・フリックの仲介によりブラウンシュヴァイク自由州のベルリン駐在公使館付参事官になるという形式（公務員になった者にドイツ国籍を付与する）を取ってぎりぎりでドイツ国籍を取得し、同じく大統領選に臨んだ。
3月13日に行われた一次投票でヒンデンブルクは最多得票を獲得したものの、わずか0.4％の不足で過半数には及ばなかった。4月10日の二次投票で再選が確定したものの、2位となったヒトラーの影響力拡大は誰の眼にも明らかとなった。この選挙戦はかつてヒンデンブルクを支持した右派がヒトラー支持に回り、ヴァイマル連合をはじめとする反ヒンデンブルク派だった政党がヒンデンブルクを支持するという、前回の大統領選挙と逆の構図となった。この頃ヒンデンブルクはかなり老衰しており、側近（シュライヒャー、ハンマーシュタイン、官房長官オットー・マイスナー、農相オルゲンブルク＝ヤヌシャウ、息子のオスカー・フォン・ヒンデンブルクら）によって簡単に動かされるようになっていた。
4月13日、国防相兼内相となっていたヴィルヘルム・グレーナーは、突撃隊と親衛隊の禁止命令を出した。しかしナチスとの連携を模索するシュライヒャーの策動でグレーナーは失脚した。国防相となったシュライヒャーはブリューニング内閣を倒して右派独裁による新政権樹立を目指し、さらに策動を開始した。突撃隊禁止命令の解除を材料としてヒトラーと交渉し、大統領にはブリューニング政権の進める東部救済政策がユンカーの抑圧であると吹き込んだ。5月29日には、ヒンデンブルク大統領がブリューニングに対して「右翼政府の形成」「労働組合指導者との接触の禁止」「農業ボルシェヴィズムの中止」を申し渡し、事実上の退陣を要求した。窮地に追い込まれたブリューニングは5月30日、東部救済政策の失敗を理由に辞職した。
ブリューニングに対する評価は錯綜している。ブリューニング自身は生前に自身の政治体験についてほとんど発言しなかったことから、かつては、ワイマール体制の最後の擁護者という評価から、ナチス政権誕生に至る重要なステップを準備したというものまで幅広かった。しかし死後、回想録が出版され、ナチスには抵抗したもののブリューニングは権威主義的帝政復活論者だったことがわかっている。したがって、林健太郎のような、ブリューニングを共和制崩壊を阻止しようとした最後の闘志とみなす評価は、時代遅れになっている。

### 共和政の終末

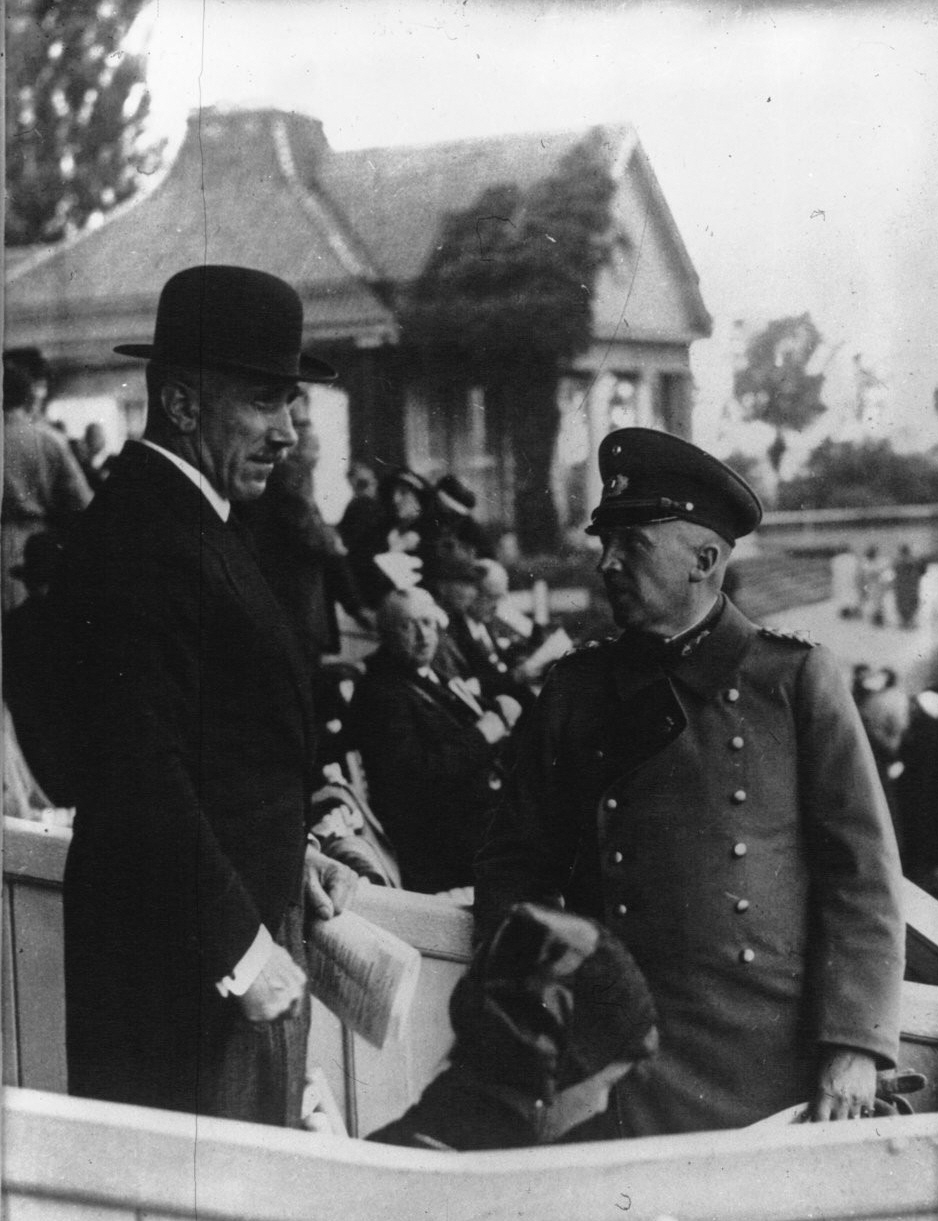
ヴァイマル共和政末期に相次いで首相を務めたパーペン(左)とシュライヒャー(右)

シュライヒャーは友人のフランツ・フォン・パーペンを推薦し、6月1日にパーペン内閣が成立した。中央党は、党との約束を反故にして勝手に首相になったパーペンに憤慨しており、パーペンを除名処分にした。パーペン内閣は、首相以下大半のものが政党に所属しておらず、しかも、首相を含めて内閣10人中7人までが貴族出身という奇怪な内閣で、マスコミから「男爵内閣」と名付けられる始末だった。
国会に基盤のないパーペンは、ナチスに接近した。内閣成立の直後、ヒンデンブルク大統領に呼ばれたパーペンは、ヒトラーと共に3者会談を持った。この時の会談内容は不明だが、突撃隊禁止令の撤廃と国会解散、総選挙が約束されたことは確実だと言われている。この密約では、ナチスが内閣不信任案を提出しないことを交換条件にしていたもの、結局は9月には反故にされてしまう。また、ナチスは態度を翻して内閣を攻撃した。
6月16日からローザンヌ会議が開催され、賠償金は30億マルクに減額された上に状況によっては支払わなくてもよいという、事実上の賠償問題解決が決定された。しかしあくまでヴェルサイユ体制の解消（具体的には、ドイツが主張していたヴェルサイユ条約の第231条の削除のこと）を訴えたナチスはこの会議も失敗であるとして攻撃した。突撃隊の活動はますます活発になり、多数の死者を出す事件が続発した。
7月17日、パーペンはアルトナで発生した武力衝突事件を理由にプロイセン州政府を解体し、自ら国家弁務官となってプロイセン州を掌握し、いわゆるプロイセン・クーデターを起こす。既に、7月14日にパーペンとシュライヒャーはヒンデンブルク大統領に面会して大統領緊急令の発令の許可を得ており、アルトナでの事件そのものはパーペンの画策ではなかったにしても、この介入はあらかじめシナリオができていたものだった。この措置に対抗してプロイセン州は国事裁判所に、共和国政府によるプロイセン州の乗っ取りは憲法違反であるとの訴訟を起こした。10月には、共和国政府の措置は一部が違法であったと判断されたが、パーペンは従わなかった。これは高度な自治を許されていた各州に対する中央権力介入のはじまりとなった。
7月31日に行われた国会選挙でナチスはさらに躍進し、第一党となって230議席を獲得、同時に共産党も89議席と大幅に伸ばした。9月12日に開催された議会はすぐに解散され、11月16日にふたたび選挙が行われた。相次ぐ選挙はナチスの資金繰りを悪化させ、議席は196に減少したものの、相変わらず第一党の座を占め続けた。シュライヒャーはパーペンを辞職させ、12月3日に自ら首相となった。しかしこの頃からヒンデンブルクはパーペンを信頼するようになり、パーペンも裏切られた屈辱からシュライヒャー打倒を目指すようになる。

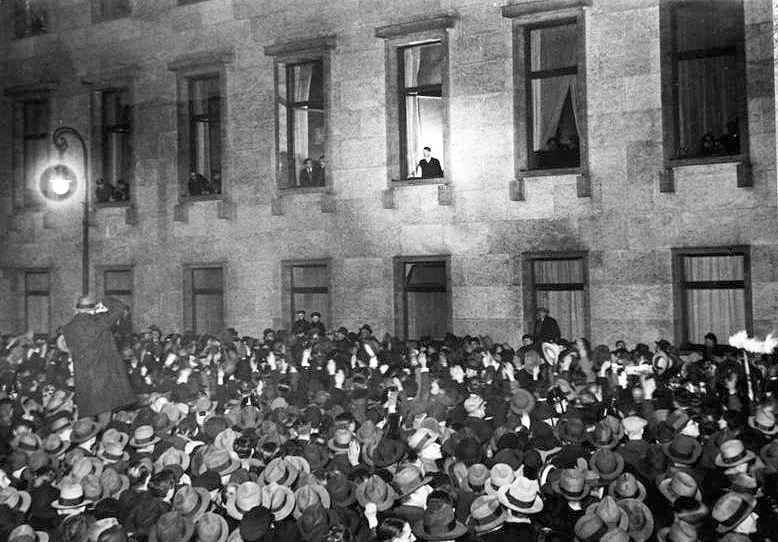
1933年1月30日、首相官邸の窓に現れたヒトラー

パーペンはヒトラーと接触し、自らの返り咲きを狙った。また、大統領の側近グループであるオスカー・フォン・ヒンデンブルクやオットー・マイスナーを取り込んで、ヒトラー嫌いのヒンデンブルクの理解を得ようとした。やがて国会基盤も持たず、大統領の信任も失ったシュライヒャーの政権運営は行き詰まり、1933年1月28日に辞職した。ヒンデンブルクはパーペンの再任を望んだが、ヒトラー首相以外ではナチスの支持を得られないと悟ったパーペンは拒否し、自ら副首相になるとして渋る大統領を説得した。

### ヒトラー内閣成立とヴァイマル共和政の終焉
1933年1月30日、ヒトラーが首相に就任し、ヒトラー内閣が成立した。ナチスはこの政権掌握を「国民社会主義革命」と定義した。2月27日のドイツ国会議事堂放火事件に乗じて発令された緊急大統領令は、ヴァイマル憲法の基本的人権を停止するとともに、実質的にナチ党以外の政党の活動を禁止し、抵抗力を完全に奪った。3月23日、全権委任法が制定され、ヒトラーは憲法に違背する法律を制定する権限を含む強大な立法権を掌握した。これにより、ヴァイマル憲法は事実上その効力を失い、ヴァイマル共和政は実質的に終焉した。さらに、1934年8月2日、ヒンデンブルクが死去したその当日に、ヒトラーは大統領と首相の権能を統合して「指導者兼首相（総統）」とし、8月19日には民族投票を実施してこの措置を国民に承認させ、名実共に共和政は消滅した。
しかし、ヴァイマル憲法は完全な空文と化したにも拘わらず、その後も正式に廃止されることはなく、ナチスによる法令制定の根拠として度々利用された。また、大統領制自体も廃止されておらず、ヒトラーの自殺後、首相職とに戻され、カール・デーニッツ海軍元帥が大統領に就任し、敗戦を受諾した。このように、あくまでもナチス・ドイツは建前上は共和制国家であり、ヴァイマル共和政の正当な後継体制として認知された。

## 失敗の原因
ヴァイマル共和政がなぜ失敗したかという議論は21世紀に入っても続いているが、大恐慌による社会の不安定化、国の経済規模を度外視した賠償を定めたヴェルサイユ条約への反発のほか、ドイツ人の政治観や民主主義への不信が挙げられる。ナショナリズムの研究を行っていたアメリカ合衆国の哲学者・歴史家のハンス・コーンは、「ほとんどのドイツ国民、特に右派の論客はヴァイマル共和政を臨時の存在であるとみなし、実際にそれを国家と称することを拒否していた。彼らにとって国家という言葉は『誇り』であり、『権力』であり、『権威』を意味するからである」と、ドイツ国民がヴァイマル共和政を正当な国家でないと考えていたと指摘し、「ドイツ人は共和政体を単なる組織、しかも西欧の腐敗した組織にすぎないと軽侮していた。民主主義はドイツ精神に適応しない西欧からの輸入品であったと見なしていた」と、ドイツ人が民主主義という概念そのものを嫌悪していたとしている。エルンスト・ユンガーやオスヴァルト・シュペングラーらも同様に考えており、アルトゥール・メラー・ファン・デン・ブルックは、神聖ローマ帝国、ドイツ帝国を継承する新たな「第三のライヒ（第三帝国）」を構築するべきであると唱えた。
ヴァイマル憲法における大統領権限の強大さも挙げられる。憲法第48条には大統領権限で議会の承認を通さずに決裁ができる「大統領緊急令」が定められており、特に最後の大統領であるヒンデンブルクは、その反社会主義・反民主主義的志向もあってこの条項を強引に濫用し、議会軽視の政治を行った。また、既存政党がいずれも単独組閣できず、内閣不信任決議の乱発で政治が混乱し続け、大統領の信任に依らなければ組閣もままならなかった事も挙げられている。実際に、共和政施行からヒトラーが就任するまでの13年間で14人も首相が替わる有り様であった。こうした議会政治の不安定さと大統領の強権により、徐々に議院内閣制は機能しなくなり、ヒトラーが首相に任命され、全権委任法が成立するに至って完全に終焉した。
現在のドイツの事実上の憲法であるドイツ連邦共和国基本法（ボン基本法）は、こうしたヴァイマル憲法の反省の上に立ち、大統領の権能を儀礼的なものに限定し、民主的体制を覆す自由を制限し、国民に民主主義の維持を誓約させること、民主主義を否定する政党・団体の禁止、緊急立法による憲法改正および法の適用停止の禁止などを定めた「戦う民主主義」をうたっている。他に国民投票の制度は定められているものの、国土の変更と民主制の否定でない憲法改正にのみ適用される旨が規定されている。また、議会政治の不安定化を防ぐため、不信任決議は次期首相を指名した建設的な状態でなければ通らない旨が定められているのも特徴である。

## 政治制度
1919年8月14日のヴァイマル憲法制定以後は国会（ライヒスターク）と上院（ライヒスラート）の二院制をとる事になった。国会の選挙方式は厳正拘束名簿式による比例代表制をとっており、投票数で総議席も変動した。上院は各州から2名の代表者が議員となり、各議員は州の意向を受けて行動した。
州（ラント）はドイツ帝国時代の連邦諸国が元となって構成されており、強い自治権力を持っていた。独自の警察・議会・内閣を持ち、司法権も各州の管轄下にあった。
| 州                                     | 州旗 | 紋章 | 面積 (km2) | 人口       | 人口密度（人/km2） | 首府                 |
| -------------------------------------- | ---- | ---- | ---------- | ---------- | ------------------ | -------------------- |
| アンハルト自由州                       |      |      | 2,313,58   | 351,045    | 143                | デッサウ             |
| バーデン共和国                         |      |      | 15,069,87  | 2,312,500  | 153                | カールスルーエ       |
| バイエルン自由州                       |      |      | 75,996,47  | 7,379,600  | 97                 | ミュンヘン           |
| ブラウンシュヴァイク自由州             |      |      | 3,672,05   | 501,875    | 137                | ブラウンシュヴァイク |
| 自由ハンザ都市ブレーメン               |      |      | 257,32     | 338,846    | 1.322              | ブレーメン           |
| 自由ハンザ都市ハンブルク               |      |      | 415,26     | 1,132,523  | 2.775              | ハンブルク           |
| ヘッセン人民州                         |      |      | 7,691,93   | 1,347,279  | 167                | ダルムシュタット     |
| リッペ自由州                           |      |      | 1,215,16   | 163,648    | 135                | デトモルト           |
| 自由ハンザ都市リューベック             |      |      | 297,71     | 127,971    | 430                | リューベック         |
| メクレンブルク＝シュヴェリーン自由州   |      |      | 13,126,92  | 674,045    | 51                 | シュヴェリーン       |
| メクレンブルク＝シュトレーリッツ自由州 |      |      | 2,929,50   | 110,269    | 38                 | ノイシュトレーリッツ |
| オルデンブルク自由州                   |      |      | 6,423,98   | 545,172    | 85                 | オルデンブルク       |
| プロイセン自由州                       |      |      | 291,639,93 | 38,120,170 | 131                | ベルリン             |
| ザクセン自由州                         |      |      | 14,986,31  | 4,992,320  | 333                | ドレスデン           |
| シャウムブルク＝リッペ州               |      |      | 340,30     | 48,046     | 141                | ビュッケブルク       |
| テューリンゲン州                       |      |      | 11,176,78  | 1,607,329  | 137                | ワイマール           |
| ヴァルデック＝ピルモント自由州         |      |      | 1055,43    | 55,816     | 53                 | アロルゼン           |
| ヴュルテンベルク自由人民州             |      |      | 19,507,63  | 2,580,235  | 132                | シュトゥットガルト   |
| ザールラント                           |      |      | 1,910,49   | 768,000    | 402                | ザールブリュッケン   |
| ドイツ国                               |      |      | 468,116,13 | 62,410,619 | 134                | ベルリン             |

## 文化
20世紀初頭に始まった表現主義運動はこの時代に大きく開花し、その大きな対象の一つが映画であった。「カリガリ博士」、「メトロポリス」など映画史に残る作品や、フリッツ・ラング、エミール・ヤニングスら名監督、マレーネ・ディートリヒに代表される大スターも多く生み出された。
音楽では表現主義の最盛期は第一次世界大戦を機に終了しており、ヴァイマル共和制時代には十二音技法や、表現主義への反動から生まれた新即物主義、新古典主義が主流となった。オーストリアから移住してきたフランツ・シュレーカー、アルノルト・シェーンベルク、エルンスト・クルシェネクのほか、パウル・ヒンデミット、クルト・ヴァイル、ハンス・アイスラーなどの作曲家が活躍。クルシェネクの『ジョニーは演奏する』、ワイルの『三文オペラ』はカバレット文化の影響を受けた時事オペラの典型的な例で、大きな成功を収めた。演奏家では、ブルーノ・ワルター、ヴィルヘルム・フルトヴェングラー、エーリヒ・クライバー、オットー・クレンペラーなどの指揮者が活躍した。
美術の分野では表現主義の影響を受けた構成主義や新即物主義、建築の分野ではヴァルター・グロピウスやミース・ファン・デル・ローエらによるバウハウス運動も台頭した。
しかしナチスが政権を掌握すると、この時代に生まれた新しい芸術はナチスによって退廃芸術とされて大きく抑圧され、またユダヤ系や反体制派の演奏家や芸術家、建築家も迫害され、多くの者が亡命を余儀なくされたり活動を停止したりしていった。

## 軍事
ヴェルサイユ条約によって軍備には強い制限がかけられていたが、軍や共和政の指導者は秘密裏に軍事力を維持しようとした。プロイセン王国以来の伝統を持つ参謀本部も禁止されたが、兵務局という名で維持された。
また外貨獲得やドイツの軍事ノウハウや技術力を維持・向上するために、軍事援助や武器輸出も活発に行われた。中華民国やボリビア等に対する援助は、日中戦争やチャコ戦争で活用された。

## フライコール
退役軍人の一部はフライコールやその偽装団体に流入したが、これは兵力を維持するための準軍隊という側面もあり、現役軍人が指導的立場をとる事も多かった。後に政治団体化し、大きな影響力を持ったものには鉄兜団が知られている。
また、当時の政治活動では対立勢力による暴力的妨害行為が日常茶飯事であり、彼らの武力は政治に不可欠のものとなった。このため政党も準軍事組織を保有しており、社会民主党の国旗団、共産党の赤色戦線戦士同盟、ナチ党の突撃隊・親衛隊が代表的なものとされる。この団体は相互に武力衝突やテロを繰り返し、治安上の重大な問題となった。これらの団体はしばしば禁止や制限措置がとられたが解消される事は無く、ナチス・ドイツの成立まで共和政の宿痾として残る事になる。